# (36718) 2000 RK41
2000 RK41 (asteroide 36718) é um asteroide da cintura principal. Possui uma excentricidade de 0.18964910 e uma inclinação de 9.58702º.
Este asteroide foi descoberto no dia 3 de setembro de 2000 por LINEAR em Socorro.